# 22434 Peredery
22434 Peredery è un asteroide della fascia principale. Scoperto nel 1996, presenta un'orbita caratterizzata da un semiasse maggiore pari a 3,0683131 UA e da un'eccentricità di 0,1375220, inclinata di 6,66726° rispetto all'eclittica.